# 美作岡山道路
美作岡山道路（みまさかおかやまどうろ）は、岡山県美作市から岡山県岡山市東区へ至る地域高規格道路である。

## 概要
岡山県の東部を南北に結び、岡山市をはじめとした県南部都市圏と美作市、津山市といった県北部圏域および沿線地域を結び、交流促進や地域活性化が期待される道路である。
一般国道（国道374号）と主要地方道指定の岡山県道（県道27号・県道79号）の自動車専用道路で構成される。
2017年度より英田湯郷道路（英田IC - 湯郷温泉IC）、2021年度より吉井英田道路（吉井IC - 英田IC）を事業中であり、未開通の勝央JCTとともに完成すれば全線開通となる。
将来、岡山圏域と鳥取圏域及び周辺市町の連携を目的として北部に延伸して鳥取県智頭町方面へ接続する構想がある。

### 路線データ
- 全体計画 : 約36 km
- 車線数 : 4車線（暫定2車線）
- 計画交通量 : 12,400台/日（全線供用時）

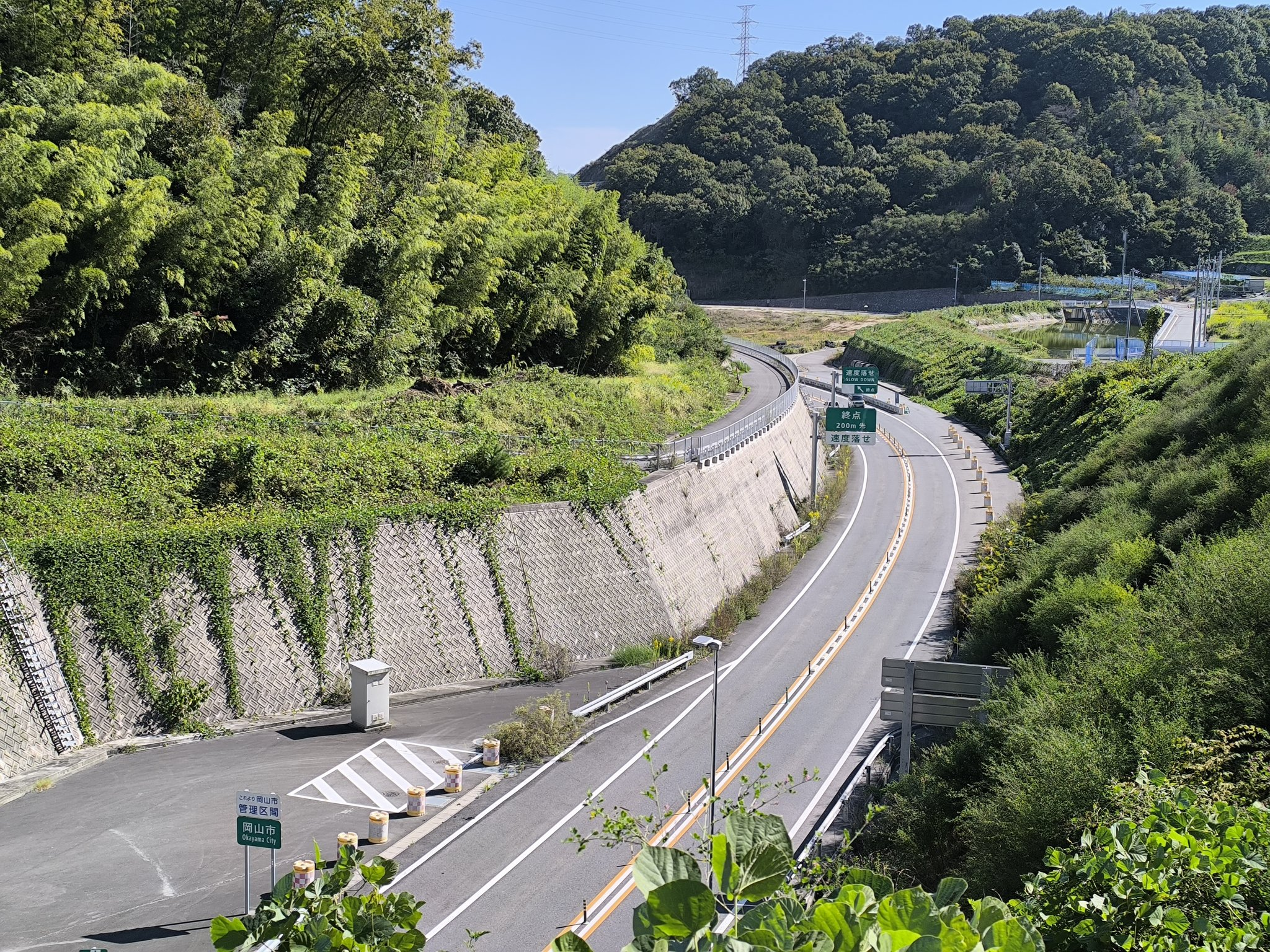
瀬戸IC付近

## インターチェンジなど
- IC番号欄の背景色が■である区間は既開通区間に存在する。
施設欄の背景色が■である区間は未開通区間または未供用施設に該当する。
- 未開通のIC名、JCT名は仮称。
- 路線名の特記がないものは市道。
- 英略字は以下の項目を示す。
IC：インターチェンジ、JCT：ジャンクション

| IC 番号              | 施設名     | 接続路線名                             | 起点 から （km） | キロポスト (km) | 備考                    | 所在地 | 所在地      |
| -------------------- | ---------- | -------------------------------------- | ---------------- | --------------- | ----------------------- | ------ | ----------- |
| 広域道路（検討区間） |            |                                        |                  |                 |                         |        |             |
| 12-1                 | 勝央JCT    | E2A 中国自動車道                       | 0.0              | 0.6             |                         | 岡山県 | 美作市      |
|                      | 勝央料金所 | -                                      | 0.6              | 0.0 34.3        |                         | 岡山県 | 勝央町      |
|                      | 勝央IC     | 国道179号                              | 1.1              | 33.8            |                         | 岡山県 | 勝央町      |
|                      | 湯郷温泉IC |                                        | 6.5              | 28.4            |                         | 岡山県 | 美作市      |
|                      | 英田IC     | 県道379号百々樫村線                    | 9.0              | 25.9            | 事業中 （英田湯郷道路） | 岡山県 | 美作市      |
|                      | 柵原IC     | 県道362号位田飯岡線 県道26号津山柵原線 |                  |                 | 事業中 （吉井英田道路） | 岡山県 | 美咲町      |
|                      | 吉井IC     | 国道484号                              | 0.0              | 15.3            |                         | 岡山県 | 赤磐市      |
|                      | 佐伯IC     | 県道53号御津佐伯線                     | 6.6              | 8.7             |                         | 岡山県 | 和気町      |
|                      | 熊山IC     | 県道403号町苅田熊山線                  | 11.0             | 4.3             |                         | 岡山県 | 赤磐市      |
|                      | 瀬戸IC     | 県道79号佐伯長船線 支線                | 14.7             | 0.6             |                         | 岡山県 | 岡山市 東区 |
|                      | 瀬戸JCT    | E2 山陽自動車道                        | 15.3             | 0.0             | 事業中                  | 岡山県 | 岡山市 東区 |

## 歴史

### 年表
- 1993年（平成5年）
  - この年度、着工。
- 2006年（平成18年）
  - 2月22日15時 : 岡山県告示第65号・66号・67号・68号により佐伯IC - 熊山IC (4.3 km) が岡山県道79号佐伯長船線として[注釈 1]、供用開始。
- 2012年（平成24年）
  - 3月20日15時 : 岡山県告示第204号・205号・206号により勝央IC - 湯郷温泉IC (5.6 km) が国道374号として[注釈 2]、供用開始。
- 2016年（平成28年）
  - 3月27日15時 : 岡山県告示第189号・190号・191号により勝央JCT - 勝央IC (1.1 km) が国道374号として[注釈 3]、供用開始[資料 1][資料 2]。
- 2017年（平成29年）
  - 英田湯郷道路（英田IC - 湯郷温泉IC）2.5 km が事業化[5]。
  - 8月21日 : 美作岡山道路を鳥取自動車道まで北部に延伸させる新たな道路整備の実現に向け、地域の課題や将来像を隣接する行政機関（美作市、鳥取市、智頭町、勝央町、奈義町）で共有し、道路の必要性、ストック効果を研究・議論していくことを目的に、美作岡山道路北部延伸研究会を開催[資料 3]
- 2019年（平成31年）
  - 3月24日15時 : 岡山県告示第122号・123号・124号により吉井IC - 佐伯IC（6.8 km）が岡山県道27号岡山吉井線として[注釈 4]、また熊山IC - 瀬戸IC間（3.7 km）が岡山県道79号佐伯長船線として[注釈 5]、それぞれ供用開始[資料 4][11][12]。
- 2020年（令和2年）
  - 1月15日 : 美作岡山道路北部延伸道路整備促進期成会が設立[1]。
- 2021年（令和3年）
  - 吉井英田道路（吉井IC - 英田IC）11.5 km が事業化[6]。

## 路線状況

### 車線・最高速度
| 区間                | 車線 上下線=上り線+下り線 | 最高速度 | 料金 |
| ------------------- | ------------------------- | -------- | ---- |
| 勝央JCT - 勝央IC    | 2=1+1 （暫定2車線）       | 30 km/h  | 有料 |
| 勝央IC              | 2=1+1 （暫定2車線）       | 50 km/h  | 有料 |
| 勝央IC - 湯郷温泉IC | 2=1+1 （暫定2車線）       | 70 km/h  | 無料 |
| 吉井IC - 瀬戸IC     | 2=1+1 （暫定2車線）       | 70 km/h  | 無料 |

### 区間指定
1994年（平成6年）12月に計画路線指定。なお、（ ）内の区間は指定時のもの。
- 国道374号 湯郷勝央道路の延伸（勝央IC - 勝央JCT）
  - 1995年（平成7年）8月23日：調査区間指定。
  - 2007年（平成19年）3月30日：整備区間指定。
- 国道374号 湯郷勝央道路（湯郷温泉IC - 勝央IC）
- 国道374号 英田湯郷道路（英田IC - 湯郷温泉IC）[5]
- 国道374号 吉井英田道路（吉井IC - 英田IC）[6]
- 岡山県道27号 岡山吉井線（吉井IC - 佐伯IC）
  - 2005年（平成17年）3月25日 - 整備区間指定。
- 岡山県道79号 佐伯長船線（佐伯IC - 瀬戸JCT）

### 道路施設
- 瀬戸トンネル （赤磐市弥上 - 岡山市東区瀬戸町塩納） …… 延長 680 m 、幅 9.5 m 、2014年（平成26年）12月22日に貫通[資料 5][13]。

### 道路管理者
- NEXCO西日本 中国支社
  - 津山高速道路事務所：勝央JCT - 勝央料金所
- 岡山県
  - 美作県民局建設部（勝英地域）：勝央料金所 - 湯郷温泉IC
  - 備前県民局建設部（東備地域）：吉井IC - 岡山市境
- 岡山市
  - 東区役所瀬戸支所産業建設課：赤磐市境 - 瀬戸IC

## 地理

### 通過する自治体
- 岡山県
  - 美作市 - 勝田郡勝央町 - 美作市 - 久米郡美咲町 - 赤磐市 - 和気郡和気町 -  赤磐市 - 岡山市（東区）